# Somerset Island (Kanada)
Somerset Island ist eine große Insel im kanadischen Territorium Nunavut. Mit einer Fläche von 24.786 km² belegt sie Platz 12 unter den größten Inseln Kanadas und Platz 46 unter den größten Inseln der Erde. Die Insel erreicht eine Höhe von 503 m über dem Meer. Vom Festland und der benachbarten Halbinsel Boothia ist sie durch die von den beiden Arktisforschern William Kennedy und Joseph-René Bellot entdeckte und nur 2 km breite Bellotstraße getrennt.
Ende 1848 landete James Clark Ross, auf der Suche nach der verschollenen Franklin-Expedition, zum Überwintern an der Nordküste der Insel. Von 1937 bis 1948 gab es auf Somerset mit Fort Ross einen Außenposten der Hudson’s Bay Company, heute ist die Insel unbewohnt.